# Шанхан
Шанха́н (кит. упр. 上杭, пиньинь Shàngháng) — уезд городского округа Лунъянь провинции Фуцзянь (КНР).

## История
Уезд был создан во времена империи Сун в 994 году. Во времена империи Мин в 1478 году из него был выделен уезд Юндин.
После образования КНР в 1949 году был создан Специальный район Лунъянь (龙岩专区), и уезд вошёл в его состав. В 1971 году Специальный район Лунъянь был переименован в округ Лунъянь (龙岩地区).
Постановлением Госсовета КНР от 20 ноября 1996 года округ Лунъянь был преобразован в городской округ Лунъянь.

## Административное деление
Уезд делится на 17 посёлков, 3 волости и 2 национальные волости.

## Экономика
Компания Zijin Mining Group ведёт добычу золота и меди. 